# إدواردو هرنانديز
إدواردو هرنانديز (بالإسبانية: Eduardo Hernández)‏ (31 يناير 1958 بالسلفادور - ) هو لاعب كرة قدم سلفادوري في مركز حراسة المرمى، شارك في كأس العالم 1982. وشارك مع منتخب السلفادور لكرة القدم. أما مع النوادي، فقد لعب مع C.D. Santiagueño ‏.

## وصلات خارجية
- إدواردو هرنانديز على موقع الاتحاد الدولي (مؤرشف)  (الإنجليزية)
- إدواردو هرنانديز على موقع قاعدة بيانات كرة القدم.إي يو (الإنجليزية)
- إدواردو هرنانديز على موقع Soccerway.com (الإنجليزية)
- إدواردو هرنانديز على موقع عالم كرة القدم.نت (الإنجليزية)